# Anne-Marie Fijal
Anne-Marie Fijal est une pianiste et compositrice française née le 28 juillet 1945 à Paris.

## Biographie
Anne-Marie Fijal naît le 28 juillet 1945 à Paris, au sein d'une famille mélomane.
Elle étudie au Conservatoire de Paris, où ses professeurs sont Jean Hubeau, Marcel Beaufils, Joseph Calvet et Suzanne Roche, et obtient en 1965 un premier prix de piano ainsi que de musique de chambre de l'établissement.
Comme pianiste, elle participe au festival d'Avignon en 1969 et aux créations d'Orden et Garibaldi de Girolamo Arrigo en 1972 au Festival d'automne à Paris.
Anne-Marie Fijal commence alors à composer pour la scène, et pour la danse notamment, encouragée par Carolyn Carlson et Henry Smith. Naissent ainsi les musiques de L'Or des fous en 1975 et de Minerai, pour deux pianos et électroacoustique.
Elle devient ensuite une compositrice de musique de film recherchée, travaillant avec les réalisateurs Jeanne Labrune, Didier Martiny, Manuel Poirier, Jacques Deschamps et Olivier Guiton.
En 1988/1989, elle est lauréate du prix de la Critique dramatique et musicale pour Ivanov de Tchekhov, dans la mise en scène de Pierre Romans au théâtre des Amandiers de Nanterre.
Anne-Marie Fijal est chevalier de l'Ordre national du Mérite.

## Œuvres
Outre ses compositions pour l'écran ou le théâtre, figurent notamment, parmi ses partitions pour le concert :
- De l'infiniment petit, pour piano
- Méïose, pour orchestre, créé par l'orchestre philharmonique de Lille dirigé par Cyril Diederich
- Le Baiser, opéra de chambre, livret de Robert Walser, direction Philippe Nahon, créé au festival de Banff, au Canada
- Ad Vitam, pour trois pianos, concerto
- Crépuscule incandescent, pour deux pianos

## Distinctions
- Prix du syndicat de la critique 1989 : musique de scène pour Ivanov[6]